# Tumukrisen
Tumukrisen eller Slaget vid Tumu eller Tumuincidenten (土木之变; Tǔmùzhībiàn) var en sammandrabbning mellan kinesiska Mingdynastins styrkor och mongoliska Oiraterna 1 september 1449 vid befästningen Tumufästningen. Oiraterna besegrade Mingdynastins styrkor och tog kejsar Zhengtong till fånga.

## Bakgrund
Efter att mongolväldet föll när Mingdynastin tog makten över Kina 1368 begav sig mongolerna åter upp till sitt ursprungsland norr om Kina och levde där i olika konstellationer. På 1430-talet lyckades Esen khan, ledaren av folkgruppen Oiraterna att åter ena mongolerna till ett stort enat rike.
Esen khan var i stort behov av varor till sitt nu gigantiska territorium norr om Kina. En stor materiell inkomstkälla för Oiraterna var att betalde tribut i form av hästar eller ekorrskinn till Mingdynastins kejsar Zhengtong. Mingdynastin gav i sin tur tillbaka med eftertraktade varor till Oiraterna. Med tiden tyckte kejsaren att Esen khan utnyttjade hans gästfrihet och minskade mer och mer sin generositet, och kejsaren blev alt mer arg på Oiraterna. Med uppmuntran från den mäktiga eunucken Wang Zhen beslutade kejsaren att ge sig ut på en militär straffexpedition för att sätta Esen khan på plats. Kejsarens ministrar avrådde, men kejsaren hade bestämt sig för att angripa mongolerna. Esen khan kände också av konflikten, så även han rustade för strid och gjorde inledande anfall, bland annat i Datong.
Vid denna tiden var inte den kinesiska muren utbyggd som den som kan ses idag utanför Peking. Muren som fanns i ineldningen av Mingdynastin hade byggts av Jindynastin under 1100-talet, och den låg mycket längre från Peking och var mer i form av vallar och vallgravar än den teglade mur som Mingdynastin senare uppförde.

## Slaget
Den 4 augusti 1449 lämnade kejsaren Peking med en arme på 500 000 soldater och begav sig norrut genom Juyongpasset. Den 13 augusti blev Esen khan anfallen vid Yanggao av andra kinesiska styrkor utsända från Datong som han besegrade. 16 augusti nådde kejsarens trupper slagfältet och hittade tusentals obegravda döda kinesiska soldater. När de några dagar senare nådde Datong och träffade en överlevande befälhavare som avrådde anfall mot mongolerna togs beslutet att avbryta kampanjen och återvända till Peking.
30 km från Badaling, 8 km sydost om dagens Huailai i Hebei, 85 km nordväst om centrala Peking låg Tumufästningen. När kejsaren och Wang Zhen efter nio dagar hade nått Tumufästningen var de efterföljande trupperna utspridda över en lång sträcka väster ut längs Yangflodens dal, och de sista i arriärgardet befann sig två dagsmarcher bakom kejsaren. Tidigt den 30 augusti kommer bud till hovet att arriärgardet, som just lämnat Xuanhua hade attackerats. Wang Zhen beslutar då att avvakta i fortet. På kvällen nås lägret av beskedet att stora delar av de bakomvarande kinesiska styrkorna besegrats med stora förluster varefter ett stort kavalleri skickades tillbaka för att ta strid mot mongolerna. Styrkorna gick rakt i ett bakhåll, och dödades av mongolerna.
Trots stora påtryckningar från krigsministern att kejsaren borde fly genom Juyongpasset beslutade Wang Zhen att hovet skulle stanna i Tumufästningen. På kvällen 31 augusti hade de mongoliska styrkorna anlänt, och de kejserliga styrkorna var helt omringade. Mongolerna skickade på morgonen 1 september ett brev till hovet att de erbjöd fredsförhandlingar, men Wang Zhen beordrade en attack, varefter full strid utbröt. Under den följare striden tillfångatogs kejsaren i oskatt skick. Hela kejsarens hov och 250 000 kinesiska soldater dödades i slaget. Wang Zhen dödades sannolikt av en kinesisk officerare.. Kejsaren fängslades  i Tumufästningen varefter han skickades till det mongoliska fästet i Xuanhua.

## Eftermäle
Så fort det blev känt i Peking att kejsaren var fängslad kröntes hans lillebror till kejsar Jingtai. Esen khan begav sig ovetande om den nya kejsaren med sina trupper söder ut mot Peking, och trodde sig ha ett extremt starkt förhandlingskort med en fängslad kejsare. Han anlände till Peking i mitten av oktober. Dock hade hans fånge tappat stor del av sitt värde när Esen khan nådde Peking eftersom Kina nu hade en ny kejsare. Mongolerna fick bege sig av tomhänta tillbaka, men gjorde några mindre plundringar i Pekings förorter.
Esen khan insåg att han hade mer att förlora än att vinna på att hålla kejsaren fången, så Zhengtong frigavs i juli 1450. Zhengtong placerades i husarrest i Förbjudna staden vid sin hemkomst och hans bror styrde Mingdynastin fram till sin död 1457, då kejsar Zhengtong återinstallerades som kejsare.
Bortsett från bytet av kejsare blev det inga direkta större konsekvenser efter Tumukrisen. På sikt var incidenten bidragande till att Mingdynastins storskaligt expanderade och renoverade kinesiska muren det kommande århundradet.